# Врхє
Врхє (словен. Vrhje) — поселення в общині Брежиці, Споднєпосавський регіон, Словенія. Висота над рівнем моря: 190,5 м.